# Горохова, Светлана Георгиевна
Горохова Светлана Георгиевна (род. 21 мая 1959 года, Саратов) — российский учёный-медик, врач, специалист в области внутренних болезней, кардиологии и медицины труда. Доктор медицинских наук, профессор.

## Биография
Окончила лечебный факультет 2-го Московского государственного медицинского института им. Н. И. Пирогова. С 1997 по 2014 годы — в ММА им. И. М. Сеченова, ассистент, а затем доцент Кафедры гематологии и гериатрии, профессор Кафедры семейной медицины, а также научный сотрудник Института управления здравоохранением.
С 2013 по 2017 год — руководитель Лаборатории экспериментальной кардиологии и секретарь учёного совета Научного клинического центра ОАО «РЖД».
С 2017 года — профессор Кафедры профессиональной патологии и производственной медицины Российской медицинской академии непрерывного профессионального образования.

## Научная деятельность
Специалист в области диагностики внутренних болезней, организации здравоохранения, фармакоэкономики, медицины труда. Инициатор и организатор научных проектов по разработке технологий персонализированной медицины (фенотипирование, генетическое тестирование) у пациентов трудоспособного возраста, а также биоритмологии.
Участвовала в разработке государственных стандартов в области здравоохранения, а также отраслевых стандартов, протоколов ведения больных,
клинических руководств и учебных пособий.
Автор более чем 270 публикаций в российских и зарубежных изданиях, в том числе «Российском медицинском журнале», журналах «Терапевтический архив», «Клиническая медицина», «Физиология человека», «Вестник Российской академии медицинских наук», Value in Health и Journal of Cardiology, а также монографий и книг, в том числе в соавторстве с О. Ю. Атьковым, И. Н. Денисовым и А. З. Цфасманом.
Ответственный секретарь Европейского Конгресса по клинической геронтологии.
Член Российского и Европейского кардиологического общества, Европейского общества биоритмологов и Международного общества фармакоэкономических исследований и оценки результатов (ISPOR).

## Избранные публикации

### Монографии
- Горохова С. Г. Диагноз при сердечно-сосудистых заболеваниях. Формулировка, классификации. Практическое руководство. — издание 5-е. — Москва: ГЭОТАР-Медиа, 2020. — 336 с. — ISBN 978-5-9704-5551-7.
- Горохова С. Г. Кардиология: 9 глав о диагностических ошибках. — Москва: Эксмо, 2009. — 366 с. — (История болезни). — ISBN 978-5-699-29557-9.

### В соавторстве
- Авксентьева М. В., Воробьев П. А., Герасимов В. Б., Горохова С. Г. Кобина С. А. Экономическая оценка эффективности лекарственной терапии (фармакоэкономический анализ). — Москва: Ньюдиамед, 2000. — 80 с. — ISBN 5-88107-030-5.
- Горохова С. Г., Старостина Е. Г., Аракелянц А. А. Суточное мониторирование артериального давления: особенности у больных сахарным диабетом и артериальной гипертонией: учебное пособие. — Москва: Ньюдиамед, 2006. — 51 с. — ISBN 5-88107-059-3.
- Атьков О. Ю., Балахонова Т. В., Горохова С. Г. Ультразвуковое исследование сердца и сосудов (учебное пособие). — Москва: Эксмо, 2009. — 400 с. — ISBN 978-5-699-29556-2.
- Балахонова Т. В., Горохова С. Г., Саидова М. В., Смольянинова Н. Г., Александрова-Тебенькова Е. С., Аракелянц А. А., Попова Е. Ю., Родионова Л. В. Ультразвуковое исследование сердца и сосудов / Под ред. О. Ю. Атькова. — 2-е изд., доп. и расш.. — Москва: Эксмо, 2015. — 454 с. — ISBN 978-5-699-55204-7.
- Атьков О. Ю., Цфасман А. З., Алпаев Д. В., Горохова С. Г., Сериков В. В. Профессиональная биоритмология. — Москва: Эксмо, 2019. — 192 с. — (Профессиональная медицина). — 2000 экз. — ISBN 978-5-04-096718-6.
- Горохова С. Г., Атьков О. Ю. Основы профессиональной кардиологии. Сердечно-сосудистые заболевания при трудовой деятельности. — Москва: ГЭОТАР-Медиа, 2022. — 344 с. — (Дополнительное профессиональное образование). — ISBN 978-5-9704-6537-0.